# Lamborghini LM002
O Lamborghini LM002 foi o primeiro utilitário esportivo produzido pela fabricante italiana Lamborghini. O modelo foi produzido entre 1986 e 1993, como uma tentativa da entrada da marca no mundo off-road, mas sem muitos sucessos. Ficou conhecido ao aparecer na versão de Playstation do Need for Speed III: Hot Pursuit, além de aparecer também em Stunts, um jogo do inicio da década de 90 ainda muito popular nos dias de hoje. Também foi mundialmente conhecido por ser o primeiro todo-o-terreno de uma marca que só produz superesportivos.

## História
A Lamborghini construiu seu primeiro veículo militar, um veículo protótipo codinome de Lamborghini Cheetah, em 1977. A Lamborghini tinha projetado o veículo com a esperança de vendê-lo para o exército dos EUA. O protótipo do Cheetah original tinha um motor V8 da Chrysler montado na parte traseira. O único protótipo acabado nunca foi testado pelos militares dos EUA, só demonstrou a eles por seu criador, Rodney Pharis. Mais tarde foi vendido para a Teledyne Continental Motors pela MTI. Isto levou a Lamborghini à desenvolver o Lamborghini LM001, que foi muito semelhante ao Cheetah, mas teve o motor AMC V8 mantido.
Foi comprovado que o motor montado na parte traseira causava muitas características desfavoráveis em um veículo todo-o-terreno, e então o Lamborghini LMA002 foi construído com um chassi totalmente novo, movendo-se o motor (agora um V12 vindo do Lamborghini Countach) para a frente. Depois de muitos testes e alterações do protótipo, ele foi finalmente dado um número de série e se tornou o primeiro LM002. O modelo de produção foi revelado no Salão do Automóvel de Bruxelas, em 1986. Foi apelidado de "Rambo-Lambo". Modelos civis foram equipados com um pacote de luxo completo, incluindo guarnição completa em couro, vidros elétricos coloridos, ar condicionado, e um aparelho de som premium montado em um console de teto. Para atender as necessidades do veículo com pneus, a Lamborghini encomendou da Pirelli a criação do pneu Pirelli Scorpion com a customização, run-flat da banda de rodagem. Estes foram feitos especificamente para o LM e foram oferecidos em dois modelos diferentes, um com banda para uso misto e outro para uso apenas na areia. Estes pneus podem ser usados praticamente em pisos estáveis, sem riscos que poderiam causar com o calor do deserto, a carga e as velocidades do LM. O LM002 foi equipado com um tanque de 290 litros de combustível.
Para aqueles que exigem ainda mais potência, os motores Lamborghini tipo L804 de 7,2 litros V12 marine, mais comumente encontrados em lanchas Classe 1 poderiam ser especificados para o uso.
A versão militar do LM002 nunca foi construída e ao contrário de muitas reclamações em toda a Internet das ordens dos militares da Arábia Líbia e da Arábia Saudita, não existem versões militares do LM002 e nenhum foi vendido para governos estrangeiros ou forças militares.[carece de fontes?]

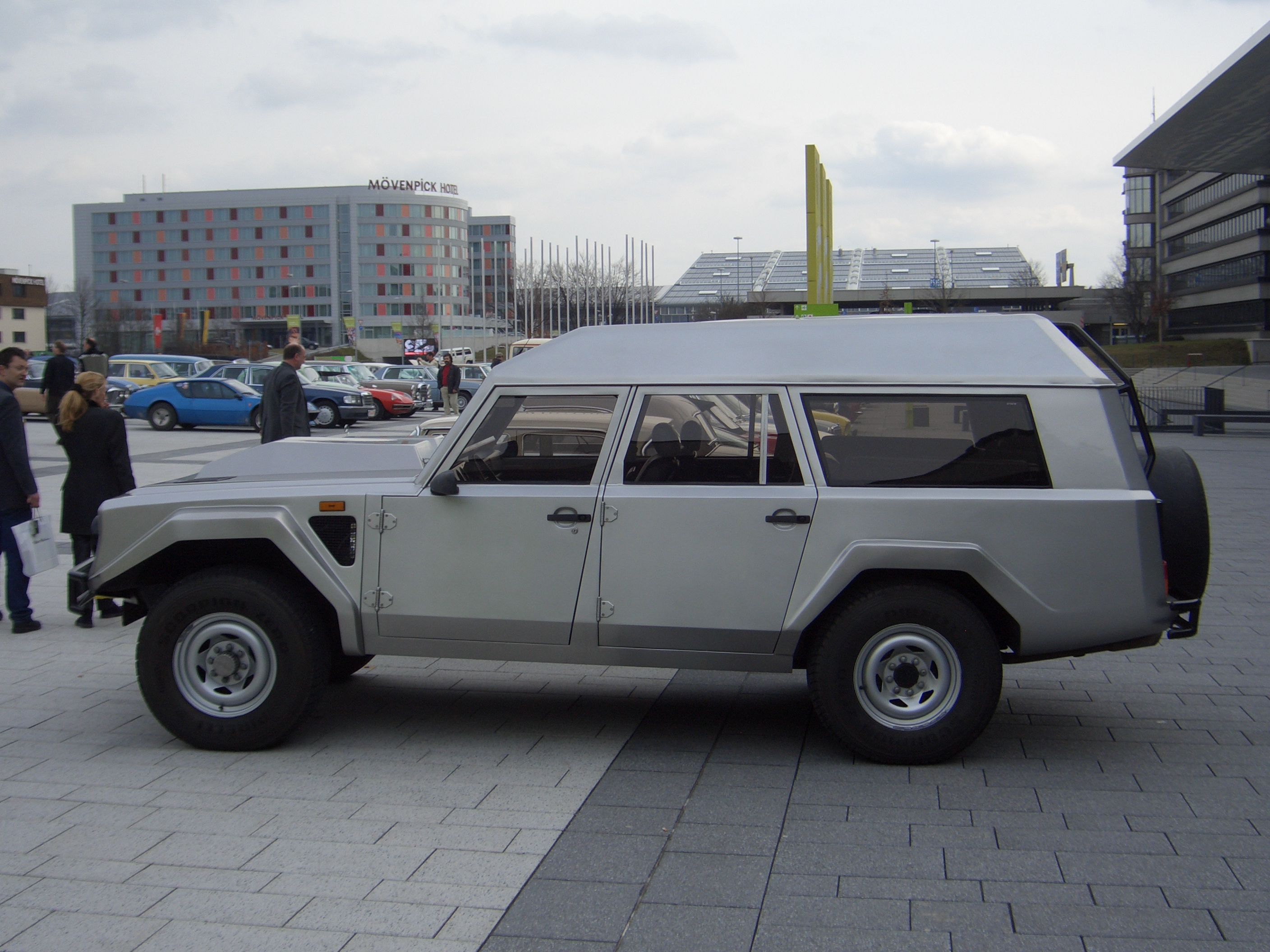
Versão perua do LM002.

O sultão de Brunei, Hassanal Bolkiah, foi o único proprietário de uma versão perua do Lamborghini LM002 na história.[carece de fontes?]
Em 1988, a Lamborghini enviou um LM002 para uma equipe de engenheiros especiais, com a intenção de torná-lo capaz de participar no Paris-Dakar. Tiraram dele qualquer coisa que adicionava peso desnecessário e deu-lhe uma suspensão, modificações no motor que levaram a 600 hp (450 kW), com tubulação anticapotagem completa, janelas acrílicas e equipamento de GPS. O financiamento acabou antes que ele pudesse ser oficialmente inscrito na competição, embora tenha participado do Rali dos Faraós no Egito e outro na Grécia, ambas as vezes pilotado por Sandro Munari.
Perto do fim da produção do LM002, um proprietário de loja automotiva de Turim Salvatore Diomante criou uma versão "Estate" one-off (lê-se perua), cobrindo a área em volta e elevando o teto. Com isso acrescentou significativamente um interior mais amplo.
Em 18 de julho de 2004, em uma base militar dos EUA perto de Baquba, membros do exército americano usaram um LM002 que tinha pertencido a Uday Hussein para simular os efeitos de um carro-bomba.